# Brennisteinsalda
Il vulcano Brennisteinsalda, alto 855 m, è situato nell'Islanda occidentale. Il nome significa letteralmente "onda di zolfo". Ciò è evidente dalle solfatare che ci sono ai suoi piedi, da cui proviene il vapore che si osserva da lontano.
La montagna mostra una pittoresca mescolanza di colori: il giallo dello zolfo, il blu e nero della lava, il verde dei licheni islandesi.